# Happy Around!
Happy Around!(핫피아라운도)미디어 믹스 콘텐츠 'D4DJ'에 등장하는 유닛의 한 세트.

## 개요
주식회사 DONUTS의 미디어 믹스 컨텐츠 「D4DJ」에 등장하는 DJ & 보컬 & 퍼포먼스 유닛의 한 세트. 악곡 프로듀스 : 사이토 시게루

요요학원의 1학년 4인조로 구성되어, 유닛명은 아이모토 린쿠의 말버릇으로 이루어진다.약칭은 해피아라.
악곡의 경향은 이름 그대로의 해피하고 업 템포인 밝은 곡이 많다.일부 전파송도 있다.
커버곡은 후술하는 바와 같이 「목표로 삼아라 포켓몬 마스터」나 「문라이트 전설」이라고 하는 폭넓은 층에 지명도가 있는 곡을 많이 담당.
동방 Project의 어레인지곡으로 친숙한 『Help me, ERINNNNNN!!』도 커버하고 있다(무려 안의 사람 제안이다).
밴드 리에서 이식한 'Yes! BanG_Dream!'도 같은 주인공 유닛이라는 점에서 담당하지만, '걸스밴드'와 'DJ'라는 큰 방향성의 차이 때문인지 원곡부터 상당히 어레인지가 들어가 있다.

## 멤버
- 아이모토 린쿠(愛本りんく)
- 아카시 마호(明石真秀)
- 오오나루토 무니(大鳴門むに)
- 토츠키레(渡月麗)

멤버의 성은 다리의 이름에서 왔다.
- 아이모토→아이모토바시(토야마현 구로베시) ※한때 일본 삼기교의 하나로 불렸다.
- 아카시→아카시 해협 대교(효고현 고베시와 아와지시를 연결하는 현수교)
- 대명문→대명문교(효고현 미나미아와지시와 도쿠시마현 나루토시를 연결하는 현수교)
- 도월→도월교(교토부 교토시 가쓰라가와에 놓인 다리)

## 미디어 믹스
D4DJ First Mix
2020년 10월 30일부터 방송된 TV애니메이션. 전13화. 린쿠를 중심으로 DJ유닛 결성부터 타유닛과의 교류등을 포함한 해피아라의 성장을 그린다.
Happy Around! 1st LIVE 모두에게 해피 저거♪(Happy Around! 1st LIVE みんなにハピあれ♪)
라이브 블루레이.2020년 12월 13일 Zepp Haneda(TOKYO)에서 열린 낮, 밤 2개 공연 수록.전 유닛 중에서는 첫 판매이다.
D4DJ Happy Around! 과외활동 보고(D4DJ Happy Around!の課外活動報告)
2022년 10월 7일부터 같은 해 12월 30일까지 BS 닛폰 TV 등에서 방송된 관 프로그램.
주역 유닛이지만 Photon Maiden, Merm4id, Lyrical Lily에 이어 4번째 등판이 됐다.첫 방송에서 2대째 토츠키 레이 역의 이리에 마이코가 TV 첫등장이 된다.프로그램 내에서는 미니애니메이션 '레이와의 디지캐럿'도 방송됐다.